# Trapped!
Trapped! е шестият студиен албум на германската хевиметъл група Rage от 1992 година, който се превръща в един от най-оригиналните и експериментални творби на музикантите. С издаването му, бандата постига широк международен отзвук и признание. Читателите на германското издание на Metal Hammer го избират за албум на месеца, като е приветстван дори и от критиците в далечна Япония. През 2002 година на пазара излиза ремастерирана версия, като са добавени 5 бонус парчета.

## Списък на песните
1. Shame on You – 4:50
2. Solitary Man – 3:38
3. Enough Is Enough – 6:44
4. Medicine – 3:44
5. Questions – 3:56
6. Take Me to the Water – 6:01
7. Power and Greed – 4:26
8. The Body Talks – 4:35
9. Not Forever – 3:37
10. Beyond the Wall of Sleep – 4:04
11. Baby, I'm Your Nightmare – 5:23
12. Fast as a Shark – 3:03
13. Difference – 4:57

Бонус парчетата, издадени в ремастерираната версия на албума от 2002 година:
1. Innocent Guilty – 2:50
2. Marching Heroes – The Wooden Cross – 3:14
3. Bury All Life – 5:33
4. I Want You – 3:40
5. Questions (демо) – 4:37

## Състав
- Петер „Пийви“ Вагнер – вокал, бас
- Мани Шмид – китари
- Крис Ефтимиадис – барабани

допълнителни:
- Colleguim Concertante Sextet – струнни инструменти